# Belle Starr

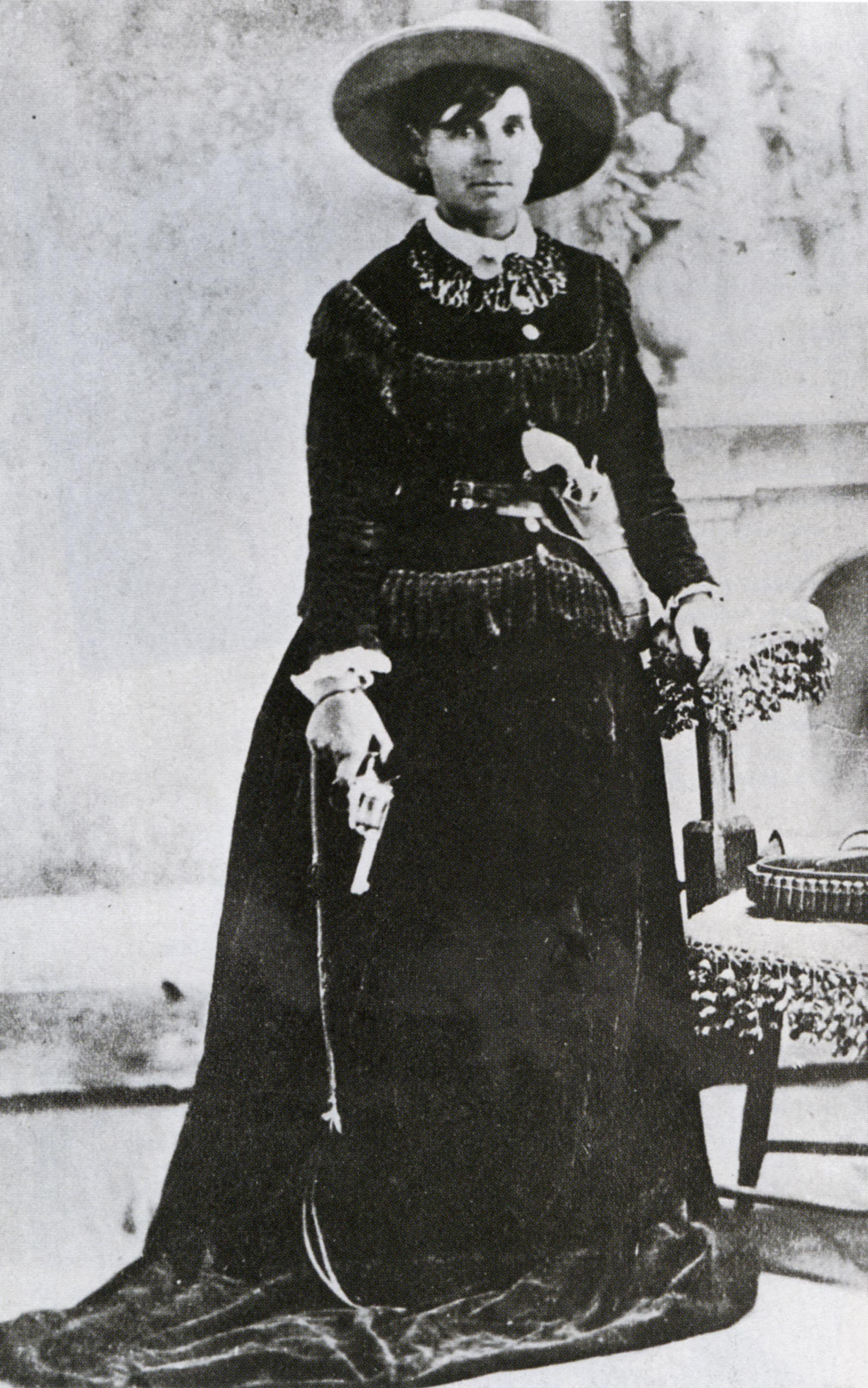
Belle Starr, 1887

Belle Starr (eigentlich: Myra Maybelle Shirley; * 5. Februar 1848 in Carthage, Missouri; † 3. Februar 1889) zählt zu den berühmtesten Banditenköniginnen des Wilden Westens.
Drei ihrer Ehemänner, einer ihrer Liebhaber und sie selbst starben eines gewaltsamen Todes. Die abenteuerliche Lebensgeschichte der amerikanischen Banditenkönigin wurde – nicht immer wahrheitsgemäß – in Büchern und Filmen dargestellt. Die Angaben über ihre Ehemänner, Liebhaber und ihre Beteiligung an kriminellen Handlungen differieren häufig.

## Leben

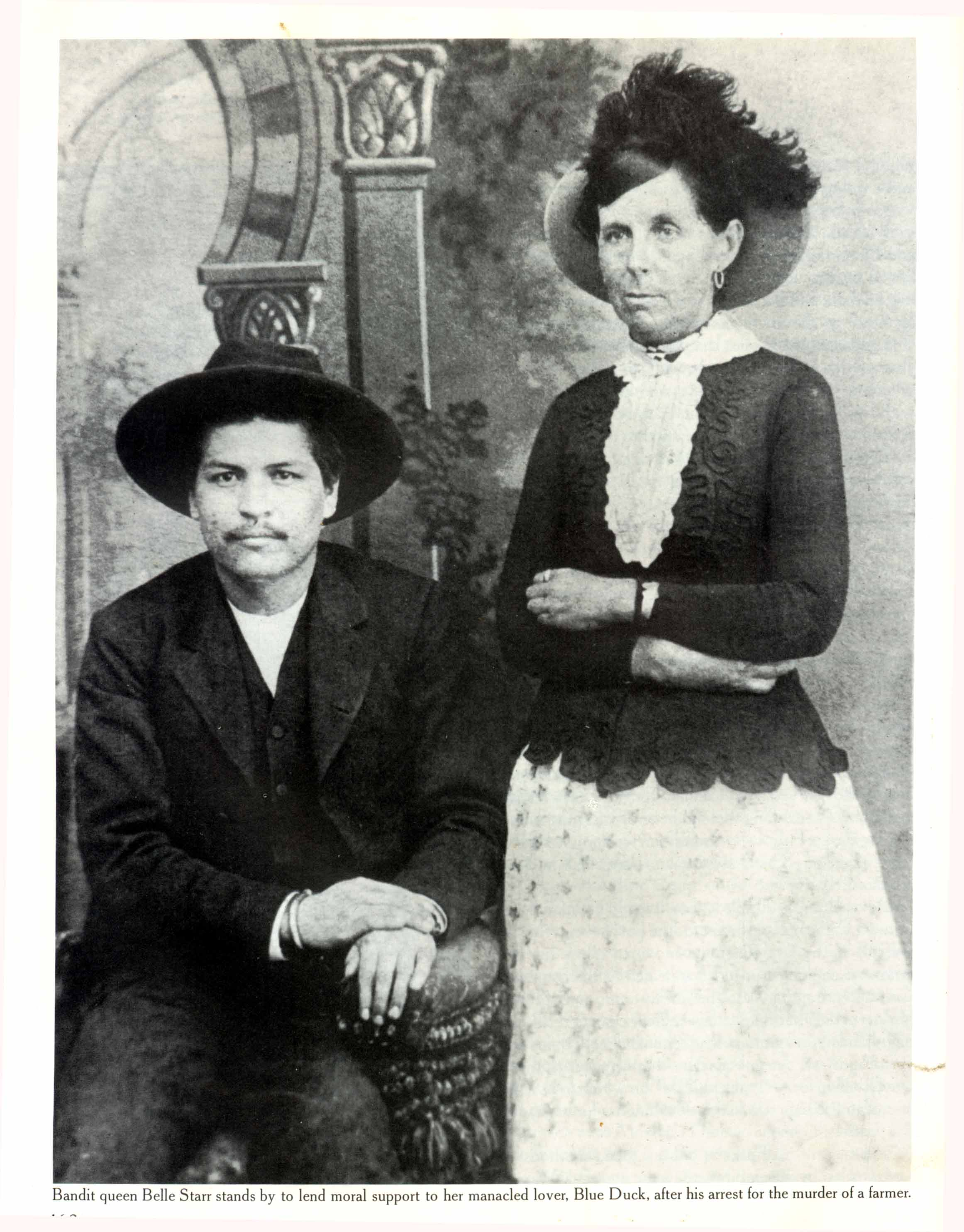
Belle Starr und Blue Duck, 1886

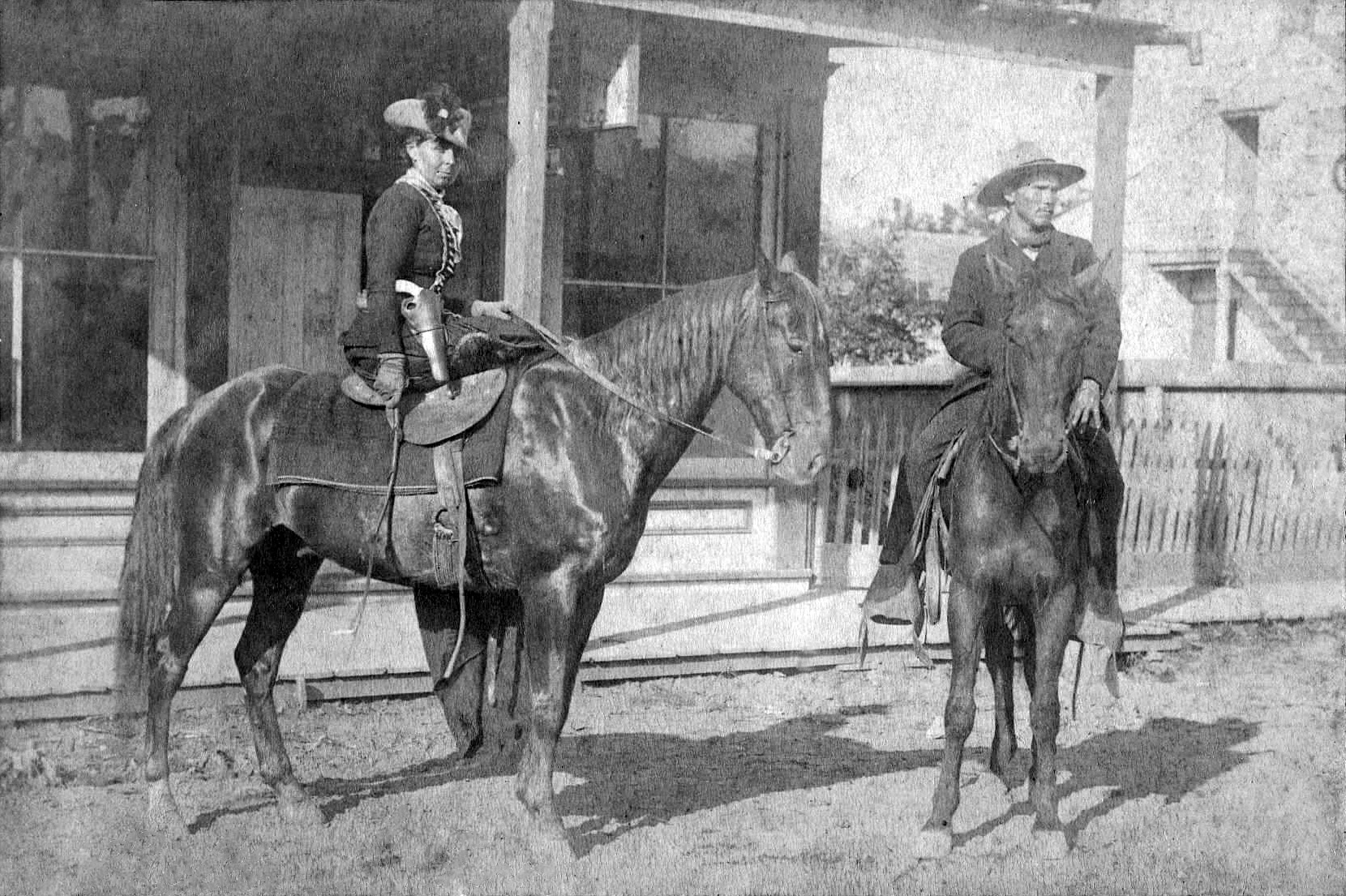
Belle Starr, Fort Smith, 1886

Myra Maybelle Shirley kam am 5. Februar 1848 als Tochter des Geschäftsmanns John Shirley und seiner dritten Gattin Eliza bei Carthage im Jasper County, Missouri zur Welt. Ihr Vater galt als „schwarzes Schaf“ einer gut situierten Familie aus Virginia. Er besaß ein Hotel, ein Gasthaus, einen Stall und eine Hufschmiede.
In Carthage besuchte Belle die Höhere-Töchter-Schule Carthage Female Academy. Sie erhielt Unterricht in den three R’s: reading, writing, arithmetic (Lesen, Schreiben, Rechnen) sowie in Musik und klassischen Sprachen.
Nach Ausbruch des amerikanischen Bürgerkrieges (1861–1865) schlug sich die Familie Shirley auf die Seite der Südstaaten. Belles Bruder „Bud“ schloss sich der für die Südstaaten kämpfenden Guerillabande „Quantrill’s Raiders“ von William Clark Quantrill (1837–1865) an und starb im Juni 1864 mit nur 22 Jahren.
Bald nach „Buds“ Tod verkaufte John Shirley, dessen Geschäfte durch den Bürgerkrieg darniederlagen, sein Eigentum, zog mit seiner Familie in die Gegend von Sycene unweit von Dallas, Texas und baute dort eine Existenz als Farmer auf. Anfangs hausten die Shirleys noch in einem primitiven Unterstand, später jedoch in einem Schindelhaus mit vier Zimmern, was damals in Texas als Luxus galt. Belle besuchte zu dieser Zeit eine Schule, war älter und gebildeter als ihre Klassenkameraden.
Auf der Farm der Shirleys suchte eines Tages eine Bande von Gesetzlosen Unterschlupf, zu der der Bandit Jim Reed (1845–1874) gehörte. Bald entwickelte sich zwischen Belle und Jim eine Romanze. Am 1. November 1866 heirateten die 18-jährige Belle Shirley und Jim Reed in Collin County, Texas. Das Ehepaar lebte anfangs auf der Shirley-Farm bei Sycene und ab 1867 auf der Reed-Farm in Missouri. Jim interessierte sich mehr für Pferderennen als für Landwirtschaft und verbrachte nur wenig Zeit zuhause.
Im September 1868 brachte Belle ihr erstes Kind zur Welt, eine Tochter, die sie Pearl nannte, die später als Pearl Starr bekannt wurde.
Jim Reed machte die Bekanntschaft des Cherokee-Indianers und mehrfachen Mörders Tom Starr, der illegal Waffen und Whiskey in die Reservate schmuggelte. In diese krummen Geschäfte stieg auch Reed ein. Nachdem er den Tod seines älteren Bruders Tom gerächt und einen Mann namens Shannon erschossen hatte, wurde Reed wegen Mordes und Alkoholschmuggels steckbrieflich gesucht. Deswegen flüchtete Jim mit seiner Familie 1869 nach Kalifornien.
Belle gebar am 22. Februar 1871 in Los Angeles den Sohn James Edwin, genannt Eddie. Im März jenes Jahres wurde Reed wegen Verbreitung von Falschgeld angeklagt. Bei den anschließenden Ermittlungen kam die erwähnte Mordanklage wieder ans Licht. Hals über Kopf floh Reed mit seinem Pferd nach Texas, ließ seine Familie mit der Kutsche nachkommen und bewohnte bald wieder eine Farm.
Im Frühjahr 1871 hielt sich Cole Younger, der zweitälteste Sohn und das siebte von vierzehn Kindern eines Pferdehändlers, bei der jungen Familie Reed auf und machte mit Reed Geschäfte. Younger soll, nach Ansicht mancher Autoren, der Vater von einem der Kinder Belles gewesen sein. 1873 mussten Reed und seine Bande wegen zweier kaltblütiger Morde in das Indianerterritorium fliehen. Als ihr Mann sie mit einer anderen Frau betrog, zog Belle zu ihren Eltern.
Reed war am 7. April 1874 am Überfall auf die Postkutsche der Linie von San Antonio nach Austin beteiligt. Dabei handelte es sich um einen der ersten Postkutschenüberfälle in Texas. Wenige Monate nach der Tat wurde Reed im August 1874 von einem seiner Bekannten wegen des auf ihn ausgesetzten Kopfgeldes bei Paris in Texas erschossen. 1876 verlor Belle auch ihren Vater und ihre Bleibe, weil ihre Mutter die Farm verkaufte. Danach zog Belle zu ihrer Schwiegermutter. 1880 lebte Belle einige Monate lang mit Bruce Younger (1853–1888) zusammen, einem Cousin von Cole Younger.
Am 5. Juni 1880 heiratete Belle den 28-jährigen Cherokee und Banditen Sam Starr (1852–1886). Durch die Heirat mit ihm erhielt sie den Namen, unter dem sie berühmt wurde: Belle Starr. Das Ehepaar Starr ließ sich im Indianer-Territorium am Canadian River nahe dem heutigen Ort Eufaula in Oklahoma nieder. Die beiden wohnten in einer abgelegenen, schwer zugänglichen Hütte namens „Younger’s Bend“. Den Namen für die Behausung hatte Sam Starr zur Erinnerung an die James-Younger-Bande gewählt. Bald entwickelte sich „Younger’s Bend“ zu einem beliebten Schlupfwinkel für flüchtige Banditen. Dort hielt sich auch der berüchtigte Jesse James (1847–1882) sieben Monate lang auf.
1882 wurden Sam und Belle Starr wegen Pferdediebstahls verhaftet und in Fort Smith vom Bundesrichter Isaac Charles Parker, (1838–1896) zu einem Jahr Gefängnis verurteilt. Beide saßen 1882/1883 neun Monate ihrer Freiheitsstrafe im Gefängnis von Detroit ab. Danach verlor Belle allmählich das Interesse an Sam.
1884 nahm sich die 36-jährige Belle Starr den 23-jährigen Banditen Bluford Duck zum Liebhaber. Als der 1886 hinter Gitter musste, wurde der gesuchte Mörder John Middleton Belles neuer Begleiter. Wenig später fand man Middleton erschossen auf. Am 17. Dezember 1886 kamen Sam Starr, mit dem Belle offiziell noch immer verheiratet war, und sein alter Feind Frank West bei einem Duell in einem Saloon ums Leben – die beiden erschossen sich gegenseitig.
Kurze Zeit nach Sam Starrs Tod heiratete die inzwischen 40-jährige Belle den 26 Jahre alten Cherokee-Indianer und Banditen Jim July Starr (1862–1890), einen Adoptivsohn von Tom Starr. Die Familie zerbrach, weil Belles Sohn Eddie ebenfalls auf die schiefe Bahn geriet und ihre Tochter Pearl nach einer ungewollten Schwangerschaft als Prostituierte arbeitete.
Zwei Tage vor ihrem 41. Geburtstag wurde Belle Starr am 3. Februar 1889 bei einem Ritt von Fort Smith zu ihrem Schlupfwinkel „Younger’s Bend“ von einem Unbekannten mit zwei Schüssen aus einer Schrotflinte vom Pferd geschossen. Noch am Tatort erlag sie ihren schweren Verletzungen. Ihren Mörder fasste man nie. Am 6. Februar 1889 fand Belle Starr nahe ihrer Hütte auf Indianer-Territorium ihre letzte Ruhe. Ihre Grabstätte befindet sich am Rand des Eufaula Lake.

## Sonstiges
Die erste Folge der 39-teiligen amerikanischen Fernsehserie Eisenbahndetektiv Matt Clark mit Jim Davis in der Titelrolle beschäftigte sich mit Belle Starr, gespielt von Marie Windsor. In Deutschland wurde die 1954 gedrehte Folge unter dem Titel Schönheit schützt vor Strafe nicht am 6. Juni 1968 im ZDF gesendet.
1995 wurde Belle Starr Band 64 (Belle Starr) der Comicreihe Lucky Luke gewidmet. In Deutschland erschien das Album als Nummer 69 bei EHAPA. Belle Star beherbergt hier Desperados wie die Daltons oder Billy the Kid in ihrer Ranch Younger’s Bend, von der sie immer wieder Verbrechen organisiert. Sie bezahlt dem bestechlichen Richter William Story die Kautionen für verurteilte Banditen und nimmt diese in ihre Bande auf. Ihr wird von Lucky Luke das Handwerk gelegt und sie wird für ihre Verbrechen verhaftet.
Auch in der Serie Dr. Quinn – Ärztin aus Leidenschaft wird das Leben von Belle Starr thematisiert: In Staffel 3, Folge 21 (Flucht vor dem Gesetz) kommt sie mit Jim und Cole Younger auf Raubzug durch Colorado Springs.
Sissy Spacek schrieb den Song „Some Small Crime“ über Starr und spielte ihn zusammen mit Levon Helm in der TV-Musikshow The Midnight Special in 1980.
Der WDR brachte ím Februar 2025 ein zweiteiliges Hörspiel von Anne-M Keßel über das Leben von Belle Starr heraus.